# Ausbeutebogen
Ein Ausbeutebogen, auch Ausbeutbogen, Ausbeutzettel oder Austheilerbogen genannt, ist ein Verzeichnis aller Zechen eines Bergbaureviers, die Gewinne abwarfen und somit in Ausbeute standen. Die Bögen dienten als Abrechnungen über die ökonomischen Ergebnisse der einzelnen Bergwerke. Im Harzer Bergbaurevier wurden die Ausbeutebogen auch Bergzettel genannt. Die ersten Ausbeutebögen wurden im 16. Jahrhundert gedruckt, der älteste Bergzettel, der jemals gefunden wurde, stammt aus dem Jahr 1596. 

## Formalitäten
Die Handhabung der Ausbeutebögen war in den einzelnen Bergbaurevieren leicht unterschiedlich. Im Freiburger Bergbaurevier wurden die Ausbeutebögen jedes Quartal neu gedruckt. Im Ausbeutebogen standen in der Regel folgende Angaben:
1. Die Namen aller Zechen und Stollen, die Ausbeute gaben, und hierbei die Summe der pro Kux veranschlagten Ausbeute.
2. Die Namen aller Zechen und Stollen, die Verlag gaben, und die Höhe des zurückerstatteten Verlags.

Oftmals mussten auch sämtliche Zechen und Stollen aufgeführt werden, die sich entweder frei verbauen oder die Eigenlehnern gehörten. Vielfach wurden auch alle Zechen und Stollen genannt, die Zubuße zahlen mussten oder von Kommunen betrieben wurden, sowie alle Zechen und Stollen, die in Fristen arbeiteten. Bei Zubußzechen wurde die Summe der auf einen Kux veranschlagten Zubuße in Talern angegeben.
Zusätzlich angegeben wurden der Name des Schichtmeisters der jeweiligen Gruben, die Namen der Lehnträger sowie bei Eigenlöhnerzechen die Namen der Versorger. Im Harzer Bergbaurevier musste der Ausbeutebogen zusätzlich vom Bergschreiber gegengezeichnet werden. Die Bögen waren oftmals verziert, so wurde z. B. im sächsischen Bergbaurevier die Vorderseite der Ausbeutebögen mit dem sächsischen Wappen versehen und unter dem Wappen waren zwei Bergleute als Wappenhalter aufgedruckt. Einige spezielle Bögen wurden auch mit Holzschnitten von Bergbaudarstellungen gestaltet.